# 高階明順
高階 明順（たかしな の あきのぶ、生年不詳 - 寛弘6年3月2日?〈1009年3月30日?〉）は、平安時代中期の貴族。従二位・高階成忠の子。官位は従四位上・播磨介。

## 経歴
永祚2年（990年）藤原定子が中宮に冊立されると、明順は中宮大進に任ぜられる。義兄弟の藤原道隆執政下で中宮大進・但馬守を務め、正暦3年（992年）従四位下に叙せられている。
道隆の薨去を経て、長徳2年（996年）長徳の変が発生し兄弟の高階信順や道順が罰せられるが、明順は連座を逃れる。さらに、変により大宰権帥に左遷された藤原伊周が重病と称して出立を拒んで行方を眩ませた際、伊周の場所の取り調べのために、高階信順・源明理・源方理等とともに明順は検非違使に拘禁されるが、まもなく伊周が現れたため、拘禁を解かれた。同年6月に二条宮で火災が発生した際、明順邸は中宮・藤原定子の避難先となった。
藤原道長執政下でも、中宮大進/亮を務めて引き続き藤原定子に仕えたほか、伊予守・播磨介と受領も歴任した。
寛弘6年（1009年）中宮・藤原彰子と敦成親王に対する呪詛事件が発生する。左大臣・藤原道長はこの事件に関わっているとして明順を呼びつけ叱責するが、明順は恐縮して弁明することもできずに退出し、そのまま体調を崩して5-6日ほどして没したという。なお、この事件では高階光子・源方理・方理室源氏・源為文が処罰されたが、明順は処罰者に含まれていない。

## 官歴
- 永祚2年（990年） 10月5日：中宮大進（中宮・藤原定子）[6]
- 正暦3年（992年） 9月1日：従四位下[6]
- 正暦4年（993年） 正月28日：見但馬守[7]
- 長保元年（999年） 12月16日：見中宮亮（中宮・藤原定子）[8]
- 長保4年（1002年） 3月10日：見伊予守[7]
- 寛弘6年（1009年） 2月1日：見播磨介[7]。3月2日?：卒去[9]

## 系譜
『尊卑分脈』による。
- 父：高階成忠
- 母：不詳
- 生母不詳の子女
  - 男子：高階成順（?-1040）
  - 男子：高階経重